# Nguyễn Phương Nam
Nguyễn Phương Nam (sinh 1 tháng 2 năm 1957) là một sĩ quan cấp cao trong Quân đội nhân dân Việt Nam, hàm Thượng tướng. Ông là nguyên Ủy viên Ban Chấp Trung ương Đảng Cộng sản Việt Nam khoá XII, nguyên Ủy viên Quân ủy Trung ương, nguyên Phó Tổng Tham mưu trưởng Quân đội nhân dân Việt Nam.

## Thân thế và sự nghiệp
Nguyễn Phương Nam sinh ngày 1 tháng 2 năm 1957 tại xã Khánh Hải, huyện Trần Văn Thời, tỉnh Cà Mau. Ông từng đảm nhiệm chức vụ Trung đoàn trưởng Trung đoàn 9, có thời gian là Sư đoàn phó Sư đoàn 330.
Trước năm 2008, Chủ nhiệm Hậu cần Quân khu 9.
Tháng 1 năm 2008, Phó Tư lệnh Quân khu 9.
Tháng 5 năm 2009, Phó Tư lệnh, Tham mưu trưởng Quân khu 9
Tháng 1 năm 2011, Ủy viên Ban Chấp hành Trung ương Đảng Cộng sản Việt Nam khóa XI.
Tháng 4 năm 2011, ông được bổ nhiệm là Tư lệnh Quân khu 9 đồng thời thăng quân hàm Trung tướng.
Tháng 9 năm 2015, bổ nhiệm giữ chức Phó Tổng Tham mưu trưởng Quân đội nhân dân Việt Nam.
Tháng 1 năm 2016, ông tái đắc cử Ủy viên Ban Chấp hành Trung ương Đảng Cộng sản Việt Nam khóa XII.
Ngày 1 tháng 6 năm 2021, Thủ tướng Chính phủ Phạm Minh Chính ký Quyết định số 835/QĐ-TTg, Thượng tướng Nguyễn Phương Nam, Ủy viên Trung ương Đảng khóa XII, thôi giữ chức vụ Phó Tổng Tham mưu trưởng Quân đội nhân dân Việt Nam kể từ ngày ký.

## Lịch sử thụ phong quân hàm
| Năm thụ phong | 1979     | 1982      | 1985   | 1989     | 1993     | 1997      | 2001   | 2008        | 2011        | 2016         |
| ------------- | -------- | --------- | ------ | -------- | -------- | --------- | ------ | ----------- | ----------- | ------------ |
| Cấp bậc       | Trung úy | Thượng úy | Đại úy | Thiếu tá | Trung tá | Thượng tá | Đại tá | Thiếu tướng | Trung tướng | Thượng tướng |

## Kỷ luật
Năm 2015, tại kỳ họp thứ 32 của Ủy ban kiểm tra Trung ương Đảng ông đã bị kỷ luật do các sai phạm: "Quyết định một số việc không đúng thẩm quyền, một số việc chưa trên cơ sở đề xuất của các cơ quan tham mưu; Đồng ý cho Văn phòng Quân khu và một số đơn vị mua xe ô tô không có giấy tờ hợp pháp và sử dụng biển số của quân đội để sử dụng. Những khuyết điểm, vi phạm này có liên quan đến trách nhiệm của Ban Thường vụ Đảng ủy Quân khu trong việc đồng ý về chủ trương; Chưa kê khai đầy đủ nguồn thu nhập của cá nhân và gia đình theo quy định." .